# Hryggjarstykki
Lo Hryggjarstykki è una saga dei re (ora perduta) scritta in norreno intorno alla metà del XII secolo e che trattava di argomenti quasi contemporanei a quel periodo; l'autore fu Eiríkr Oddsson, uno scrittore islandese di cui si sa poco. Quest'opera è citata da Snorri Sturluson nell'Heimskringla, dove viene enfatizzata la sua affidabilità: infatti, dopo averci informato del nome dell'autore e dei contenuti (vita di Harald Gille e dei due figli, di Magnus il Cieco e di Sigurd Slembe), ci assicura che Eiríkr era un uomo intelligente che era vissuto a lungo in Norvegia; inoltre, aggiunge, aveva scritto sempre in accordo con altri autori che erano stati a stretto contatto con i personaggi dell'epoca ed avevano combattuto tutte le battaglie del periodo, o addirittura aveva scritto di eventi che egli in persona aveva visto o udito.
L'opera di Eiríkr è citata anche in modo analogo nel Morkinskinna, in cui Eiríkr viene definito "saggio e critico". Nel Morskinna si rincara la dose: non solo scrisse in accordo con altri autori che avevano partecipato agli avvenimenti dell'epoca, ma li conobbe perfino, e si aggiunge che Eiríkr stesso e i suoi figli avevano partecipato alla maggior parte delle spedizioni e delle battaglie di quel periodo.
Anche l'autore del Fagrskinna fece uso dello Hryggjarstykki anche se non lo citò esplicitamente. È stato anche suggerito che il Morkinskinna, l'Heimskringla e il Fagrskinna utilizzarono tre diverse versioni dell'opera di Eiríkr.
Al contrario della maggior parte delle saghe dei re tarde, lo Hryggjarstykki sembra essere stata un'opera esclusivamente in prosa, sebbene sembri aver fatto uso della poesia scaldica. I primi studiosi ritenevano che l'opera coprisse una parte sostanziosa del XII secolo, partendo dal 1130 e arrivando fino al 1160 o 1170, ma analisi più recenti indicano che lo Hryggjarstykki avrebbe coperto solo il periodo 1136-1139. Il suo periodo di composizione dovrebbe essere stato intorno al 1150, facendone forse la prima saga norrena.